# 長谷川真太郎
長谷川 真太郎（はせがわ しんたろう、1916年 - ?）は、日本の牧師、神学者。長谷川真とも言う。

## 経歴
無教会派信徒・長谷川周治の息子として、東京府に生まれる。渡米してハンプデン・シドニー大学とフェイス神学校を卒業する。留学中に、フィラデルフィア日本人キリスト教会を手伝う。日本の家族に書いた手紙が「ひとり旅」と題されて、1942年父・周治によって出版される。
第二次大戦後アメリカより帰国する。1947年父の自宅に堀ノ内キリスト教会を設立して初代牧師に就任する。1949年10月に自宅に東京基督神学校を設立して、学監に就任する。
経営方針の違いから、1951年に東京基督神学校から、東京神学塾が分離独立して、長谷川が新設された東京神学塾の学長に就任する。尾山令仁、村瀬俊夫、泉田昭らを育てる。1954年堀ノ内キリスト教会牧師を退任する。
早稲田大学講師をも務める。1956年から2年間、イスラエルに留学、ヘブライ大学・スウェーデン神学院に所属する。イスラエルでユダヤ教に傾倒する。帰国後、1958年に東京神学塾を解散する。そして、再び1961年にもイスラエルに留学する。帰国後ユダヤ教についての本を著す。
長年東海大学教授を務めて、ワシントン大学の客員教授をも務める。東洋大学より社会学博士を授与される。

## 著書
- 『ダビデの星－ユダヤ教』淡交社、1969年
- （訳書）シーセル・ロス『ユダヤ人の歴史』みすず書房、1966年